# Созі Бейкон
Созі Рут Бейкон (англ. Sosie Ruth Bacon; нар. 15 березня 1992, Лос-Анджелес, США) — американська акторка, найбільш відома завдяки ролям у серіалах «13 причин чому» і «Тут і зараз».

## Життєпис
Созі Бейкон народилась в сім'ї акторів Кевіна Бейкона та Кіри Седжвік. Седжвік назвала дочку на честь артдиректора фільму «Міс Роуз Вайт» Созі Хабліц. Попри успішну акторську кар'єру, батьки Бейкон, за словами продюсера Джеймса Даффа, забезпечили «доволі звичайне» виховання і були рішуче налаштовані не пускати дочку по акторській стежці. Під час зйомок серіалу «Шукачка» мати Бейкон пів року провела в Лос-Анджелесі, а Созі залишилась на Мангеттені з батьком та братом. Седжвік уважає, що це призвело до більш тісного зв'язку між Созі та її батьком.
Першу роль Созі зіграла у фільмі свого батька Кевіна Бейкона «Герой-коханець».

## Фільмографія

### Кіно
| Рік  | Українська назва        | Оригінальна назва        | Роль                 |
| ---- | ----------------------- | ------------------------ | -------------------- |
| 2005 | Герой-коханець          | Loverboy                 | 10-річна Емілі Столл |
| 2014 | З бажанням і надією     | Wishin' and Hopin'       | Френсіс Фунічелло    |
| 2015 | Анна Марія у теленовелі | Ana Maria in Novela Land | Поппі Лейк           |
| 2016 | –                       | Chronically Metropolitan | Ханна                |
| 2017 | –                       | Off Season               | Кессі                |
| 2018 | Так сказав Чарлі        | Charlie Says             | Патрісія Кренвінкел  |
| 2019 | Останнє літо            | The Last Summer          | Одрі                 |
| 2021 | –                       | Traces                   | Сьєрра Джонс         |
| 2022 | Усміхайся               | Smile                    | доктор Роуз Коттер   |
| 2025 | –                       | Hazard                   | Сара                 |

### Телебачення
| Рік       | Українська назва | Оригінальна назва | Роль             | Примітки           |
| --------- | ---------------- | ----------------- | ---------------- | ------------------ |
| 2009      | Шукачка          | The Closer        | Чарлі            | 5 сезон, 4 епізоди |
| 2014      | –                | Basic Witches     | Созі             |                    |
| 2015–2016 | Крик             | Scream            | Рейчас Мюррей    | 1-2 сезони         |
| 2015      | –                | Lost Boy          | Саммер Гарріс    | телефільм          |
| 2017–2018 | 13 причин чому   | 13 Reasons Why    | Скай Міллер      | 1-2 сезони         |
| 2017      | –                | Story of a Girl   | Стейсі           | телефільм          |
| 2018      | Тут і зараз      | Here and Now      | Крістен          | головна роль       |
| 2020      | Нарко: Мексика   | Narcos: Mexico    | Мімі Вебб Міллер | 2 сезон, 4 епізоди |
| 2021      | Мейр з Істтауна  | Mare of Easttown  | Керрі Лейден     | мінісеріал         |
| 2022      | Як ми це бачимо  | As We See It      | Менді            | головна роль       |